# Ammothea clausi
Ammothea clausi is een zeespin uit de familie Ammotheidae. De soort behoort tot het geslacht Ammothea. Ammothea clausi werd in 1889 voor het eerst wetenschappelijk beschreven door Pfeffer. 